# Slack (rivier)
De Slack is een riviertje in het Franse departement Pas-de-Calais.
Het riviertje is 21,8 km lang en het ontspringt nabij Hardinghen op de Mont Binôt. Dan loopt het langs Rety, Rinxent, Marquise, Beuvrequen en het tot Ambleteuse behorende gehucht Slack, om bij Ambleteuse in Het Kanaal uit te monden. Het stroomgebied omvat 156 km2.

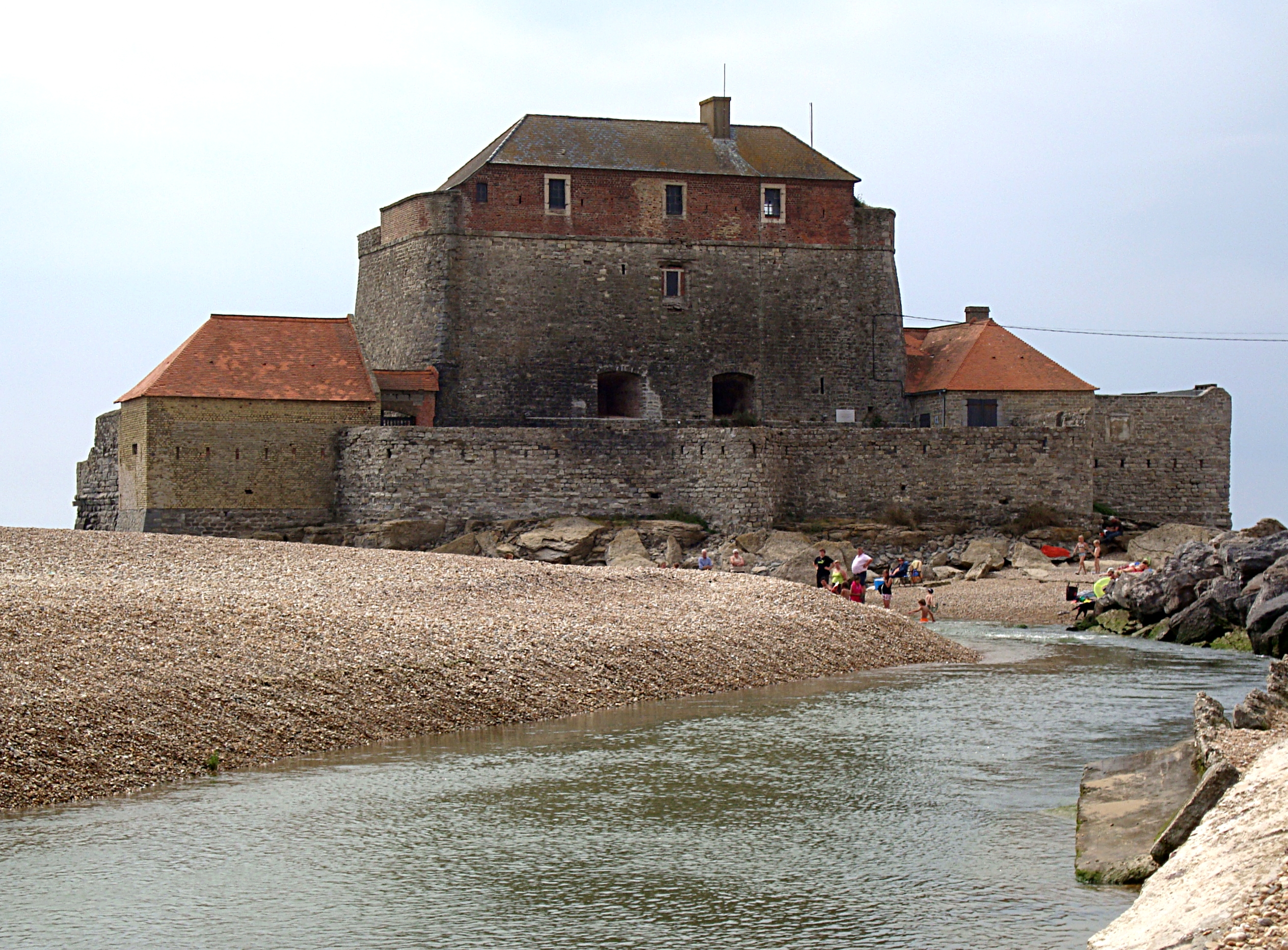
De monding van de Slack bij Fort Mahon

Bij de monding werd in de 17e eeuw het Fort Mahon gebouwd. Het mondingsgebied maakt deel uit van het Parc naturel marin des estuaires picards et de la mer d'Opale.
Het belangrijkste zijriviertje van de Slack is de Crembreux.
- Bibliothèque nationale de France: cb14260650h (data)
- Virtual International Authority File: 310538961